# Ameiropsyllus monardi
Ameiropsyllus monardi is een eenoogkreeftjessoort uit de familie van de Ameiridae. De wetenschappelijke naam van de soort is voor het eerst geldig gepubliceerd in 1979 door Bodin.